# 바르가 (토스카나주)
바르가(이탈리아어: Barga)는 이탈리아 토스카나주 루카도에 있는 코무네이다.

## 역사

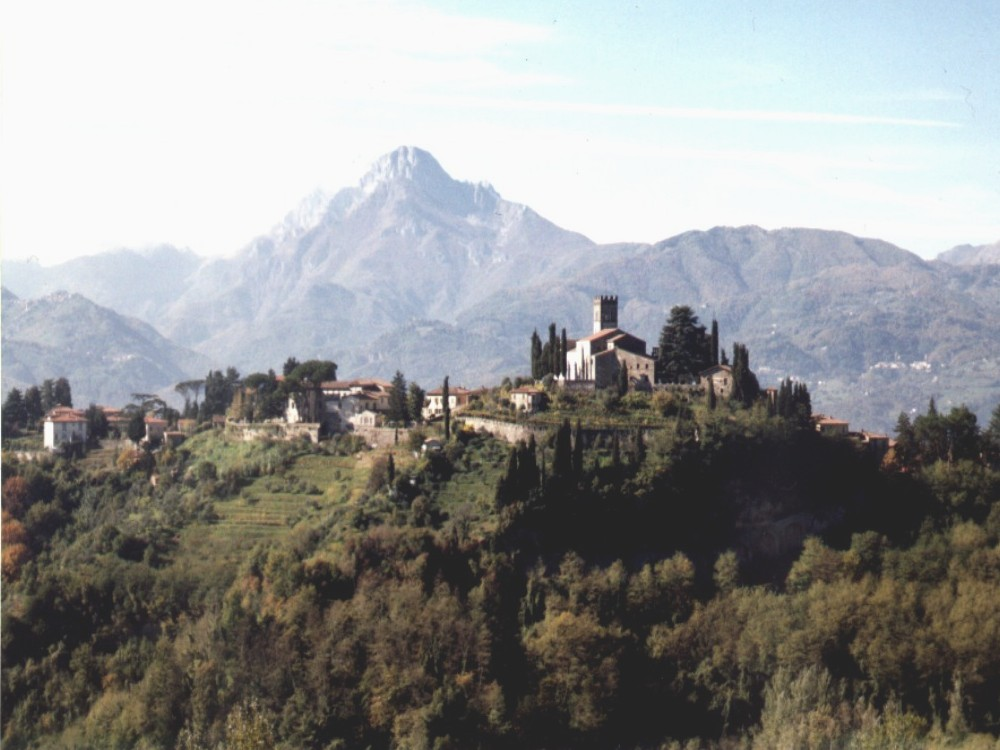
바르가 전경

9세기 바르가는 롬바르디아 계 귀족 가문인 롤란딘기(Rolandinghi) 가의 영지로 언급됐다. 11세기에 바르가는 세금 면제를 포함한 특권들을 토스카나의 마틸데에게서 부여받았다. 그러나 형식적으로 바르가는 여전히 루카에 종속된 상태였다. 마틸다가 사망할때, 그녀는 세르키오 계곡등 모든 재산들을 교회에 헌납했는데, 이는 인기있는 결정이 아니였기에 전쟁을 초래했다. 전쟁에도 불구하고 바르가는 교황 그레고리오 9세가 파견한 전령이 있었기에 약탈되지 않았다. 전쟁의 결과로, 루카 교구는 폐지되고 피사등을 포함한 여러 세력으로 나뉘었다. 바르가는 이를 기회로 삼았으며, 13세기 피사의 도움을 받아 루카에 맞섰지만 1236년에 마침내 루카에 종속되었다. 이 사건 후, 바르가는 모데나를 향하는 모든 산악 도로를 연결하는 중요 무역 도시로서 개발되었다. 두 개의 성문(Porta Reale 와 Porta Macchiaia)을 지닌 성벽에 둘러쌓인 도시로서 성장하였다. 이 도시는 중세 시대 동안에 명주 실 생산지로서 유명해졌고 피렌체 같은 중요 중심지에 수출되었다. 중세 시대에, 루카와 피사는 부유한 도시를 두고 정복하기 위해 자주 싸움을 벌였고, 당시에 바르가는 피렌체의 영토였으며, 이후 토스카나 대공국에 속했다. 1861년에 이탈리아 왕국으로 편입되었다. 1923년부터 루카 현에 속했다.
이 지역은 제2차 세계 대전 기간에 고딕 라인의 일부였고, 1944년부터 1945년 4월까지 연합군과 독일군 사이의 격렬한 전투가 있던 곳이였다.

## 자매 도시
- 프랑스 아양제
- 스웨덴 옐리바레
- 영국 프레스턴팬스
- 영국 코켄지
- 영국 포트세턴
- 영국 롱니드리